# Erythrospermum mauritanum
Erythrospermum mauritanum là một loài thực vật có hoa trong họ Achariaceae. Loài này được (Thouars) Baker mô tả khoa học đầu tiên năm 1877.